# Wahlen zum Senat der Vereinigten Staaten 1864 und 1865
Die Wahlen zum Senat der Vereinigten Staaten 1864 und 1865 zum 39. Kongress der Vereinigten Staaten fanden zu verschiedenen Zeitpunkten statt. Die Wahlen fanden parallel zur Präsidentschaftswahl 1864 statt, in der Abraham Lincoln wiedergewählt wurde. Vor der Verabschiedung des 17. Zusatzartikels wurden die Senatoren nicht direkt gewählt, sondern von den Parlamenten der Bundesstaaten bestimmt.
Zur Wahl standen 15 der 24 Senatssitze der Klasse II, deren Inhaber 1858 und 1859 für eine Amtszeit von sechs Jahren gewählt worden oder später nachgerückt waren. Im Zuge der Reconstruction wurden die ehemaligen Mitglieder der Konföderation erst nach und nach wieder als vollwertige Mitglieder in die Union aufgenommen. Die Sitze von Alabama, Arkansas, Georgia, Louisiana, Mississippi, North Carolina, South Carolina, Tennessee und Texas blieben daher vakant. Zusätzlich fanden für einen dieser Sitze sowie drei der anderen beiden Klassen Nachwahlen statt, außerdem wählte der neue Bundesstaat Nevada seine beiden ersten Senatoren, zwei Republikaner. Dem Wahlsieger in Virginia wurde die Aufnahme in den Senat versagt, da Virginia nach der Abspaltung von West Virginia als abtrünniger Südstaat behandelt wurde.
Von den 15 regulär zur Wahl stehenden Sitzen waren vier von Demokraten, neun von Republikanern und zwei von Unionisten besetzt. Sechs Amtsinhaber wurden wiedergewählt (1 D, 5 R), einen Sitz konnten die Demokraten halten, drei die Republikaner. Die Republikaner verloren einen Sitz an die Demokraten, gewannen aber zwei von diesen sowie einen Sitz der Unionisten. Ein weiterer Sitz ging den Unionisten verloren, da der Senat den in Virginia gewählten Senator nicht aufnahm. Damit vergrößerte sich die Mehrheit der Republikaner, die am Ende des 38. Kongresses bei 33 gegen zehn Demokraten und sieben Unionisten (Unionist Party und Unconditional Union Party) gelegen hatte, auf 37 Republikaner gegen zehn Demokraten und drei Unionisten.
Zu Veränderungen nach der Wahl siehe auch Liste der Mitglieder des Senats im 39. Kongress der Vereinigten Staaten.

## Ergebnisse

### Wahlen während des 38. Kongresses
Die Gewinner dieser Wahlen wurden vor dem 4. März 1865 in den Senat aufgenommen, also während des 38. Kongresses.
| Staat    | Amtierender Senator            | Partei       | Nachwahl   | Datum         | Ergebnis                | Neuer Senator         |
| -------- | ------------------------------ | ------------ | ---------- | ------------- | ----------------------- | --------------------- |
| Delaware | James A. Bayard                | Demokrat     | Klasse I   | 29. Jan. 1864 | von Demokraten gehalten | George R. Riddle      |
| Maine    | Nathan A. Farwell, ernannt     | Republikaner | Klasse II  | 11. Jan. 1865 | bestätigt               | Nathan A. Farwell     |
| Maryland | Thomas Holliday Hicks, ernannt | Unionist     | Klasse III | 11. Jan. 1864 | bestätigt               | Thomas Holliday Hicks |
| Nevada   | neuer Staat                    | neuer Staat  | Klasse I   | 1. Feb. 1865  | Zugewinn Republikaner   | William M. Stewart    |
| Nevada   | neuer Staat                    | neuer Staat  | Klasse III | 1. Feb. 1865  | Zugewinn Republikaner   | James W. Nye          |
| Virginia | Lemuel J. Bowden               | Unionist     | Klasse I   | 1865          | Verlust Unionists       | vakant                |

- ernannt: Senator wurde vom Gouverneur als Ersatz für einen ausgeschiedenen Senator ernannt, Nachwahl nötig.
- bestätigt: ein als Ersatz für einen ausgeschiedenen Senator ernannter Amtsinhaber wurde bestätigt.

### Wahlen zum 39. Kongress
Die Gewinner dieser Wahlen wurden am 4. März 1865 in den Senat aufgenommen, also bei Zusammentritt des 39. Kongresses. Alle Sitze dieser Senatoren gehören zur Klasse II.
| Staat          | Amtierender Senator   | Partei       | Datum                   | Ergebnis                       | Neuer Senator        |
| -------------- | --------------------- | ------------ | ----------------------- | ------------------------------ | -------------------- |
| Alabama        | vakant                | vakant       | Bürgerkrieg, keine Wahl | Bürgerkrieg, keine Wahl        | vakant               |
| Arkansas       | vakant                | vakant       | Bürgerkrieg, keine Wahl | Bürgerkrieg, keine Wahl        | vakant               |
| Delaware       | Willard Saulsbury     | Demokrat     | 1864                    | wiedergewählt                  | Willard Saulsbury    |
| Georgia        | vakant                | vakant       | Bürgerkrieg, keine Wahl | Bürgerkrieg, keine Wahl        | vakant               |
| Illinois       | William A. Richardson | Demokrat     | 1864 oder 1865          | Zugewinn Republikaner          | Richard Yates        |
| Iowa           | James W. Grimes       | Republikaner | 11. Jan. 1865           | wiedergewählt                  | James W. Grimes      |
| Kansas         | James H. Lane         | Republikaner | 1865                    | wiedergewählt                  | James H. Lane        |
| Kentucky       | Lazarus W. Powell     | Demokrat     | 1865                    | von Demokraten gehalten        | James Guthrie        |
| Louisiana      | vakant                | vakant       | Bürgerkrieg, keine Wahl | Bürgerkrieg, keine Wahl        | vakant               |
| Maine          | Nathan A. Farwell     | Republikaner | 1864 oder 1865          | von Republikanern gehalten     | William P. Fessenden |
| Massachusetts  | Henry Wilson          | Republikaner | 1865                    | wiedergewählt                  | Henry Wilson         |
| Michigan       | Jacob M. Howard       | Republikaner | 1865                    | wiedergewählt                  | Jacob M. Howard      |
| Minnesota      | Morton S. Wilkinson   | Republikaner | 1865                    | von Republikanern gehalten     | Daniel S. Norton     |
| Mississippi    | vakant                | vakant       | Bürgerkrieg, keine Wahl | Bürgerkrieg, keine Wahl        | vakant               |
| New Hampshire  | John P. Hale          | Republikaner | 1864                    | von Republikanern gehalten     | Aaron H. Cragin      |
| New Jersey     | John C. Ten Eyck      | Republikaner | 1864                    | Zugewinn Demokraten            | John P. Stockton     |
| North Carolina | vakant                | vakant       | Bürgerkrieg, keine Wahl | Bürgerkrieg, keine Wahl        | vakant               |
| Oregon         | Benjamin F. Harding   | Demokrat     | 1864                    | Zugewinn Republikaner          | George H. Williams   |
| Rhode Island   | Henry B. Anthony      | Republikaner | 1864                    | wiedergewählt                  | Henry B. Anthony     |
| South Carolina | vakant                | vakant       | Bürgerkrieg, keine Wahl | Bürgerkrieg, keine Wahl        | vakant               |
| Tennessee      | vakant                | vakant       | Bürgerkrieg, keine Wahl | Bürgerkrieg, keine Wahl        | vakant               |
| Texas          | vakant                | vakant       | Bürgerkrieg, keine Wahl | Bürgerkrieg, keine Wahl        | vakant               |
| Virginia       | John S. Carlile       | Unionist     | 1865                    | Verlust Unionists              | vakant               |
| West Virginia  | Waitman T. Willey     | Unionist     | 1865                    | als Republikaner wiedergewählt | Waitman T. Willey    |

- wiedergewählt: ein gewählter Amtsinhaber wurde wiedergewählt.

### Wahlen während des 39. Kongresses
Der Gewinner dieser Wahl wurde nach dem 4. März 1865 in den Senat aufgenommen, also während des 39. Kongresses.
| Staat    | Amtierender Senator   | Partei   | Nachwahl   | Datum        | Ergebnis                | Neuer Senator |
| -------- | --------------------- | -------- | ---------- | ------------ | ----------------------- | ------------- |
| Maryland | Thomas Holliday Hicks | Unionist | Klasse III | 9. März 1865 | von Unionisten gehalten | John Creswell |

## Einzelstaaten
In allen Staaten wurden die Senatoren durch die Parlamente gewählt, wie durch die Verfassung der Vereinigten Staaten vor der Verabschiedung des 17. Zusatzartikels vorgesehen. Das Wahlverfahren bestimmten die Staaten selbst, es war daher von Staat zu Staat unterschiedlich. Teilweise ergibt sich aus den Quellen nur, wer gewählt wurde, aber nicht wie.
Das Third Party System der Parteien in den Vereinigten Staaten bestand aus der Demokratischen Partei, die hauptsächlich in den Südstaaten stark war, sowie der gemäßigt abolitionistischen, im Norden verankerten Republikanischen Partei. Zeitweise konnte auch die Unionist Party Senatoren stellen.